# Rejotengah
Rejotengah is een bestuurslaag in het regentschap Lamongan van de provincie Oost-Java, Indonesië. Rejotengah telt 1614 inwoners (volkstelling 2010).